# Giovanni Battista Bosio
Giovanni Battista Bosio (Concesio, 8 ottobre 1892 – Chieti, 25 maggio 1967) è stato un arcivescovo cattolico italiano.

## Biografia
Di umili origini, riuscì a permettersi gli studi in seminario grazie al sostegno economico del ricco concittadino Giorgio Montini.
Fu ordinato prete il 3 aprile 1915 e fu poi inviato a proseguire gli studi a Roma, dove conseguì la laurea in utroque iure.
Fu dapprima vicerettore del seminario minore bresciano di San Cristo e poi, dal 1918, docente di teologia morale nel seminario maggiore di palazzo Santangelo, dove ebbe tra i suoi allievi Giovanni Battista Montini, il futuro papa Paolo VI.
Ebbe anche incarichi pastorali: fu curato a Carcina e poi, dal 1927, prevosto di San Lorenzo a Brescia.
Eletto arcivescovo di Chieti ed amministratore perpetuo di Vasto da papa Pio XII il 24 luglio 1948, fu consacrato il 5 settembre successivo dal vescovo Giacinto Tredici nella basilica bresciana di Santa Maria delle Grazie.
Promosse il restauro delle cattedrali di Chieti e Vasto e la costruzione di numerose chiese; riordinò l'organizzazione delle parrocchie e delle foranie.
Indisse e celebrò, dal 2 al 4 settembre 1958, il XII sinodo diocesano teatino.
Fondò il settimanale diocesano L'Amico del Popolo.
Il 21 agosto 1964 pronunciò a Brescia il discorso commemorativo al termine della messa funebre di Giacinto Tredici, vescovo di Brescia, di cui era stato per lungo tempo stretto collaboratore prima di diventare vescovo.

## Genealogia episcopale
La genealogia episcopale è:
- Cardinale Scipione Rebiba
- Cardinale Giulio Antonio Santori
- Cardinale Girolamo Bernerio, O.P.
- Vescovo Claudio Rangoni
- Arcivescovo Wawrzyniec Gembicki
- Arcivescovo Jan Wężyk
- Vescovo Piotr Gembicki
- Vescovo Jan Gembicki
- Vescovo Bonawentura Madaliński
- Vescovo Jan Małachowski
- Arcivescovo Stanisław Szembek
- Vescovo Felicjan Konstanty Szaniawski
- Vescovo Andrzej Stanisław Załuski
- Arcivescovo Adam Ignacy Komorowski
- Arcivescovo Władysław Aleksander Łubieński
- Vescovo Andrzej Stanisław Młodziejowski
- Arcivescovo Kasper Kazimierz Cieciszowski
- Vescovo Franciszek Borgiasz Mackiewicz
- Vescovo Michał Piwnicki
- Arcivescovo Ignacy Ludwik Pawłowski
- Arcivescovo Kazimierz Roch Dmochowski
- Arcivescovo Wacław Żyliński
- Vescovo Aleksander Kazimierz Bereśniewicz
- Arcivescovo Szymon Marcin Kozłowski
- Vescovo Mečislovas Leonardas Paliulionis
- Arcivescovo Bolesław Hieronim Kłopotowski
- Arcivescovo Jerzy Józef Elizeusz Szembek
- Vescovo Stanisław Kazimierz Zdzitowiecki
- Cardinale Aleksander Kakowski
- Papa Pio XI
- Cardinale Alfredo Ildefonso Schuster, O.S.B.
- Arcivescovo Giacinto Tredici, O.SS.C.A.
- Arcivescovo Giovanni Battista Bosio